# طراد سندي
طراد سندي (26 يوليو 1987 -)، مذيع ومقدم برامج سعودي.

## حياته
ولد في مدينة جدة تخرج من جامعة ال UBT لإدارة النظم والمعلومات

## مشواره المهني
بدايته في الإعلام كانت عام 2008 أول ظهور له كان في برنامج سعودي شبابي برنامج  شلتنا  على التلفزيون السعودي.
في عام 2011 اتجه للعمل الإذاعي في إذاعة ألف ألف أف أم alifalif fm.com واشتهر فيها ببرامج عدة منها عصريات، خميسك على كيفك، غير جو، غرد وغني وبرنامج السهرة احلى مع زملائه في فراس يغمور ونهى سعدي اشترك في عدة برامج في اليوتيوب فكان يقدم برنامج هاشتاق على قناة صاحي وقدم حلقة واحدة من برنامج سبر ايت بنفس
، في عام 2012 لقب بسفير الإعلام الجديد الذي أطلقه عليه الأغلبية.
في مطلع عام 2013 أعلن استقالته من قناة صاحي وتم بعد ذلك إيقاف برنامج هاشتاق الموسم الثاني.
وفي عام 2014 عاد للتلفزيون في برنامج جدة اليوم على قناة ديوان.
في عام 2015 انضم لقناة روتانا خليجية لتقديم برنامج  ساعة شباب 